# テル・エル・ファハリヤ
座標: 北緯36度50分24.1秒 東経40度4分7.3秒 / 北緯36.840028度 東経40.068694度

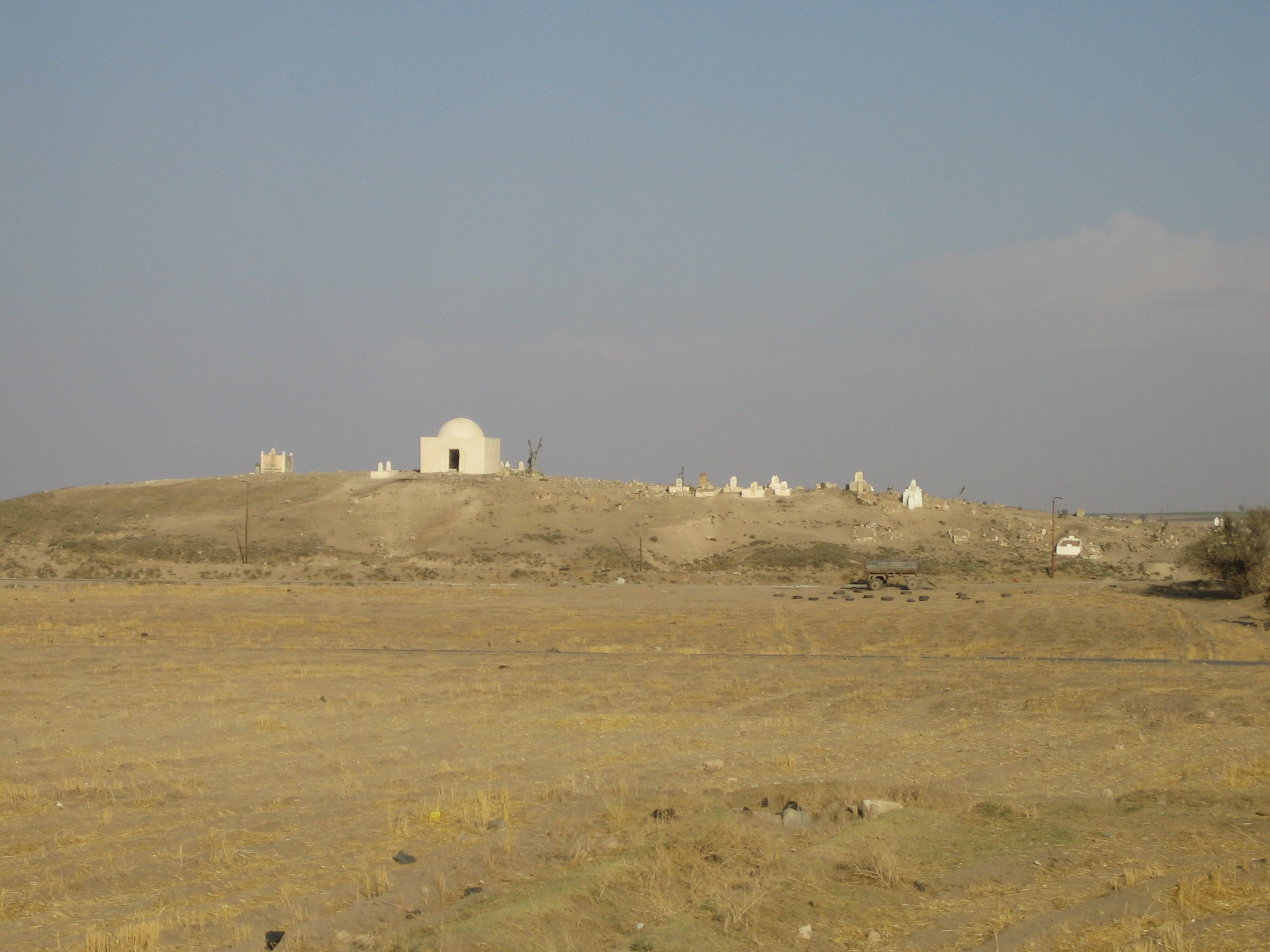
テル・エル・ファハリヤ

テル・エル・ファハリヤ（Tell el Fakhariya、Tell el Fecheriyeh）は現在のシリア北東部ハサカ県のハブール川流域にある考古遺跡。シリア・トルコ国境のシリア側の街ラース・アル＝アイン（Ras al-'Ayn）のすぐ近くにあり、付近には新石器時代の遺跡テル・ハラフ（後のアラム人の都市国家グザナもしくはゴザン）も存在する。テル・エル・ファハリヤ遺跡がフルリ人の国ミタンニ王国の首都・ワシュカンニ（Washukanni）ではないかとする説があるが、まだ遺跡の発掘は不十分であり、ミタンニ時代の大規模な遺構などといった決定的な証拠は見つかっていない。
遺跡全体の面積は90ヘクタールほどで、うち12ヘクタールは高い位置にあり重要施設が集中する山手地区、残りの78ヘクタールは低地にあり住宅などが広がる下町になっており、建物の残骸が形成した丘（遺丘、テル）はこの地域で最も大きい。ここから偶然発見された遺物や発掘調査で出土した遺物により、紀元前2千年紀初期から西暦800年頃まで継続的に都市が存在したとみられる。フルリ人やミタンニ王国の時代、中アッシリア時代、アラム人侵入の時代、新アッシリア時代、アケメネス朝期、ヘレニズム期、古代ローマ期、ビザンティン期、イスラム教の時代の初期までの北シリアの文化・経済史に関する研究の上で重要な遺跡である。

## ミタンニの都ワシュカンニ
ワシュカンニ（Washukanni、Waššukanni、Washshukanni、Wassuganni、Vasukhani）は紀元前1500年頃のミタンニ王国（Mi-ta-an-ni、アッシリア語ではハニガルバト Ḫa-ni-gal-bat）の首都であった。語源について、インド・ヨーロッパ語族の各語との間では、サンスクリット語の「Vasu-khani」（豊かさの宝庫）や、アナトリアの象形文字ルヴィ語で「良い-」を意味する「vasu-」、近代クルド語で「良い泉」を意味する「washkani」（bashkani）などと比較される。
ワシュカンニは2世紀にわたり、現在のトルコ・シリア・イラクにまたがる北メソポタミアの中心都市として繁栄したが、ヒッタイトの大王シュッピルリウマ1世（Šuppiluliuma I、在位：紀元前1358年頃 - 紀元前1323年頃）によって略奪されたことが記録に残る。碑文にみられるシュッピルリウマ1世とミタンニ王国の間の条約には、ミタンニ王シャッティワザ（Šattiwaza - シャッティヴァザ, マッティヴァザ - Mattiwaza）をシュッピルリウマ1世の臣下としてワシュカンニに置き、ミタンニを属国とする旨書かれている。ワシュカンニは紀元前1290年頃にハニガルバト遠征を行った中アッシリア王国の王アダド・ニラリ1世に略奪されている。

## 新アッシリアの都市シカン
新アッシリア王国の記録にある都市シカン（Sikan、シカニ Sikani）は、現在のシリア・トルコの国境都市ラース・アル・アイン付近にある遺丘の南端にある。その丘の位置は、ラース・アル・アイン市街地の南にあるテル・エル・ファハリヤの丘のすぐ近くであり、ミタンニの首都のフルリ語名ワシュカンニがアッシリア語化された地名だという説がある。
テル・エル・ファハリヤからは新アッシリア期のグザナおよびシカンの王アダド＝イティ（Adad-it'i、ハッド＝イティ Hadd-yith'i）の有名な像が1970年代に発見されており、像にはアッカド語のアッシリア方言とアラム語の2カ国語で碑文があり、最初期のアラム語碑文となっている。またこの像にはハダド神に奉納されたものと書かれており、王の名もハダド神にちなんだものである。

## 発掘
最初にこの遺跡の考古学的重要性を見出したのはドイツの考古学者マックス・フォン・オッペンハイム（Max von Oppenheim）で、テル・ハラフを発掘していた1911年から1913年、および1927年から1929年の間に何度かこの丘を訪れた。1929年にはフォン・オッペンハイムは考古学者フェリックス・ランゲネッガー（Felix Langenegger）とハンス・ラーマン（Hans Lehmann）とを送り、遺丘の表面の調査や地形調査を行わせた。フォン・オッペンハイムは本格的な調査にあたろうとしたが第二次世界大戦勃発で見送らざるを得なかった。シリアを委任統治下に置いていたフランス当局はシカゴ大学オリエント研究所とボストン美術館のカーウィン・マキューアン（Calwin McEwan）の調査隊に発掘調査の許可を行い、1940年に着手されたが戦争で中断された。戦後まもなくマキューアンが死んだことにより調査は再開されなかった。
1955年と1956年、アントン・モルトガット（Anton Moortgat）がテル・エル・ファハリヤの調査を行ったが満足のいく成果は得られなかった。モルトガットはここをワシュカンニと推定したが、ミタンニ時代の層や証拠は見つかったもののワシュカンニと結び付ける確証は出てこなかった。
1979年、偶然に紀元前9世紀末から紀元前8世紀頃のアッシリアの地方長官の像が発見され、テル・エル・ファハリヤの重要性が再度論議された。この像にはアッシリア語とアラム語の碑文が併記され、シカンの街にグザナの天候の神ハダドの神殿がありそこに奉納されたことが書かれていた。鉄器時代の街シカンと青銅器時代末期の街ワシュカンニが同一かどうかの論争が再度始まった。紀元前14世紀頃の古代エジプトにメソポタミアやシリアの各地から送られた外交文書（アマルナ文書）などにより、ミタンニの首都とそれを取り巻く地域の特徴についての言及が、テル・エル・ファハリヤの特徴とどのくらい一致するかの研究が進んでいる。
またテル・エル・ファハリヤの発掘では、西暦2世紀末のローマ帝国時代の彫像が遺丘の縁から1996年に見つかり、これは現在のラース・アル・アインおよびジェイランプナル（国境のトルコ側）の位置にあった古代ローマ都市レセナ（Resaena）の遺構と考えられる。レセナはこの時期ローマ帝国とサーサーン朝ペルシャとの戦争の前線にあり、243年にはこの地で行われたレセナの戦いでローマ軍がペルシャ軍を破っている。以後、レセナは東ローマ帝国やイスラム帝国などの街となったものの、8世紀ごろには放棄されたとみられる。21世紀に入りテル・エル・ファハリヤでは、シリア文化省考古総局とドイツのマルティン・ルター大学ハレ・ヴィッテンベルクによる合同調査や、ベルリン自由大学による調査が行われている。